# Chromolaena voglii
Chromolaena voglii là một loài thực vật có hoa trong họ Cúc. Loài này được (B.L.Rob.) H.Huber mô tả khoa học đầu tiên năm 1977.